# Héctor Trujillo
Héctor Bienvenido »Negro« Trujillo Molina, general in politik iz Dominikanske republike, brat Rafaela Trujilla, * 6. april 1908, † 19. oktober 2002. 

## Življenjepis
Héctor Trujillo je bil najmlajši brat Rafaela Trujilla. Vzdevek »Negro« (sl. »Črni«) je prejel zaradi svoje temne polti. Potem, ko se je njegov brat Rafael povzpel na položaj predsednika Dominikanske republike, se je Hector pridružil v vojski, kjer se je hitro povzdignil do naslova majorgenerala. Leta 1942 je nato postal »Državni sekretar za vojno in pomorstvo«.  Dve leti kasneje je prevzel naziv »General vojske«, ki je bil ustvarjen posebej zanj. Poleg svojega vojaškega udejstvovanja je Hector tudi dejavno kopičil zemljo in denar. Kot znan ženskar se je leta 1937 zaročil z Almo Mclaughlin, poročila pa sta se šele dve desetletji kasneje. 
Trujillo je v političnem svetu bil izključno marionetna figura svojega brata, ki je nad njim imel popoln nadzor. 16. avgusta 1952 je tako postal predsednik države, zaradi vladnih rošad pa ga je brat zaprosil za odstop, ki je uraden postal 4. avgusta 1960. 
19. oktobra 2002 je zaradi naravnih vzrokov v Miamiju umrl.